# Karl Jackstien

Karl Jackstien

Karl Jackstien (* 14. Juni 1899 in Gründen, Landkreis Labiau, Ostpreußen; † 29. September 1943 in Ossarewitschi, UdSSR) war ein deutscher Politiker (NSDAP).

## Leben und Wirken
Nach dem Besuch der Volksschule erlernte Karl Jackstien praktisch den Beruf eines Schlossers und Monteurs. Ergänzend dazu wurde er an der Fortbildungsschule ausgebildet, Von 1917 bis 1919 nahm er als Soldat bei der Flieger-Ersatz-Abteilung in Bromberg am Ersten Weltkrieg teil. Nach dem Krieg kämpfte er mit einem Freikorps im Baltikum und 1923 beteiligte er sich an den deutschen Partisanenaktionen gegen die französisch-belgische Besetzung des Ruhrgebietes. Zusammen mit Ludwig Knickmann und zwei Männern namens Löschen und Buchholz verübte er Anschläge auf die Besatzungstruppen und ihre Infrastruktur, so am 11. März 1923 auf die Nordbahn in Buer. Am 25. Juni 1923 wurde er aus diesem Grund von der preußischen Polizei auf Veranlassung der belgischen Besatzungsbehörden verhaftet.
Zum 10. März 1925 trat Jackstien in die NSDAP (Mitgliedsnummer 16.156) und in ihre Parteiarmee, die Sturmabteilung (SA), ein. Am 15. November 1933 wurde er zum Standartenführer befördert und mit der Führung der nach seinem Freund Ludwig Knickmann benannten SA-Standarte 137 betraut. Später wurde er noch bis zum SA-Oberführer in Gelsenkirchen befördert, wo er auch Ratsherr war.
Am 29. Oktober 1937 trat Jackstien im Nachrückverfahren für den verstorbenen Abgeordneten Friedrich Homann in den nationalsozialistischen Reichstag ein, in dem er bis zu seinem Tod 1943 den Wahlkreis 17 (Westfalen Nord) vertrat.
Jackstien starb am 29. September 1943 als Soldat während des Zweiten Weltkrieges.